# Talbiya

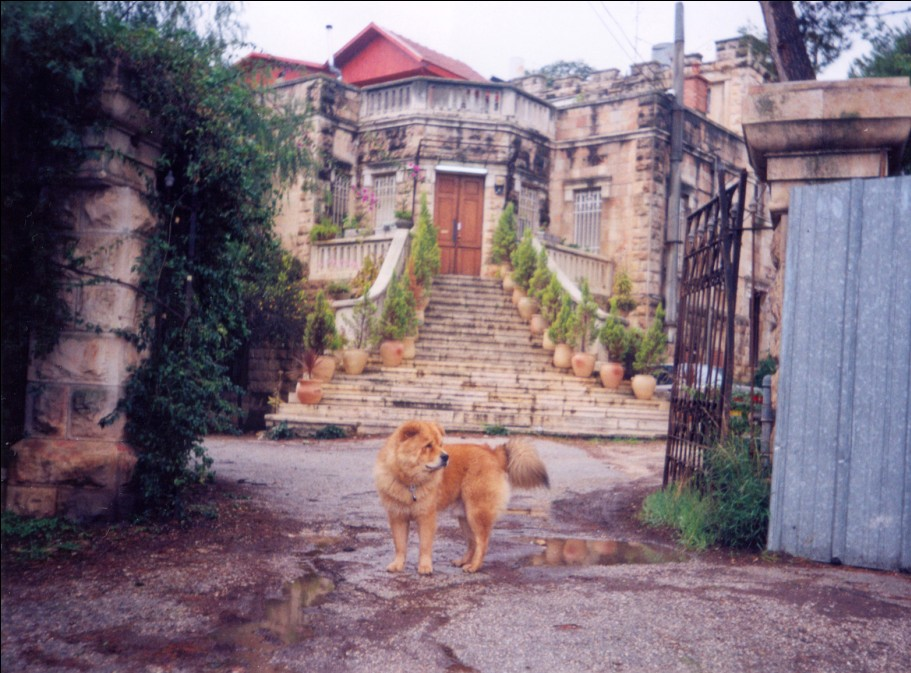
Uma casa típica em Talbiya

Talbiya ou Talbiyeh (em hebraico:  טלביה) é um bairro luxuoso em Jerusalém, Israel, localizado entre Rehavia e Katamon. Foi construído entre os anos de 1920 e 1930 em terras compradas do Patriarcado grego. A maioria dos antigos dos primeiros residentes eram cristãos fluentes na língua árabe que construíram casas elegantes com arquitetura renascentista, Moura e mesquitas árabes, contornadas por árvores e jardins floridos.